# Enon
|  | Per a altres significats, vegeu «Enon (Ohio)». |

Enon és un grup de rock americà originari de Nova York, formats oficialment en 1999 por John Schmersal, Rick Lee i Stephen Calhoon.

## Membres
- John Schmersal (guitarra elèctrica, veus) (Brainiac)
- Matt Schulz (bateria)
- Toko Yasuda (baix elèctric, veus) (Blonde Redhead, The Van Pelt, The Lapse)

## Discografia

### Àlbums
- 1998 Long Play
- 1999 Believo!
- 2002 High Society
- 2003 Hocus Pocus
- 2004 Onhold
- 2005 Lost Marbles and Exploded Evidence (compilation album + DVD set)
- 2007 Grass Geysers...Carbon Clouds

### Singles
- 1998 "Fly South"
- 1999 "Motor Cross"
- 2001 "Listen (While You Talk)"
- 2001 "Marbles Explode"
- 2001 "The Nightmare Of Atomic Men"
- 2002 Enon [Self-Titled]
- 2002 "Drowning Appointment"
- 2003 "In This City"
- 2003 "Evidence"
- 2003 "Because Of You"
- 2003 "Starcastic"